# Romagne (Vienne)
Romagne is een gemeente in het Franse departement Vienne (regio Nouvelle-Aquitaine) en telt 830 inwoners (1999). De plaats maakt deel uit van het arrondissement Montmorillon.

## Geografie

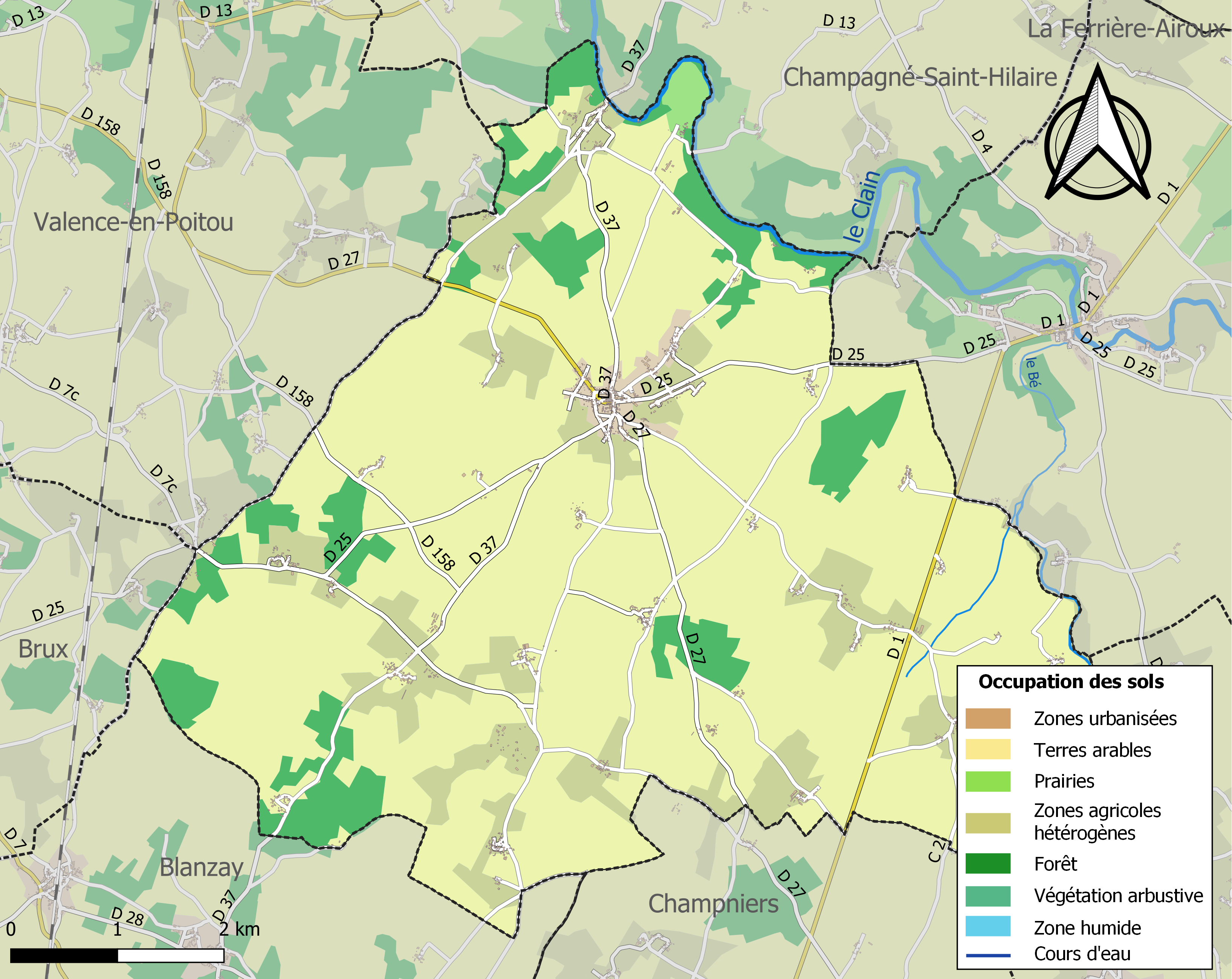
Kaart van de gemeente met de belangrijkste infrastructuur, bodemgebruik en omliggende gemeenten

De oppervlakte van Romagne bedraagt 40,3 km², de bevolkingsdichtheid is 20,6 inwoners per km².

## Demografie
Onderstaande figuur toont het verloop van het inwonertal (bron: INSEE-tellingen).